# Terrorismo e social media
Con il termine terrorismo e social media ci si riferisce all'uso delle piattaforme di social media per radicalizzare e reclutare estremisti.

A causa della praticità, della convenienza e della vasta portata di servizi online come YouTube, Facebook e Twitter, i gruppi terroristici hanno sempre più utilizzato i social media per promuovere i loro obiettivi e diffondere il loro messaggio. Sono stati fatti tentativi da vari governi e agenzie per contrastare l'uso dei social media da parte di organizzazioni terroristiche.
I gruppi terroristici si rivolgono ai social media perché è economico, accessibile e facilita l'accesso a molte persone consentendo a tutti di interagire con le loro reti. In passato non era così facile per questi gruppi comunicare con le persone che volevano, mentre ora i social media consentono ai terroristi di rilasciare i loro messaggi direttamente al loro pubblico e scambiare informazioni con loro in tempo reale. "Passa un po' di tempo seguendo l'account, e ti rendi conto che hai a che fare con un vero essere umano con idee reali - anche se vanitose, ipocrite e violente". Al-Qaeda è noto come uno dei gruppi terroristici che usa i social media nella maniera più estesa. "Mentre quasi tutti i gruppi terroristici hanno siti web, Al-Qaeda è il primo a sfruttare appieno Internet. Questo riflette le caratteristiche uniche di Al-Qaeda.” 
Nonostante i rischi evidenti, i suoi leader comunicano regolarmente con messaggi video e audio che vengono pubblicati sul sito Web e diffusi su Internet. L'ISIS utilizza i social media a proprio vantaggio rilasciando video minacciosi di decapitazioni contribuendo a spaventare le persone.

## Media tradizionali
Molti autori hanno affermato che l'attenzione dei media aumenta la percezione del rischio di paura del terrorismo e della criminalità riferendosi a quanta attenzione le persone danno alle notizie. Il rapporto tra terrorismo e media è stato a lungo notato, le organizzazioni terroristiche dipendono dai grandi media dei paesi democratici per promuovere il loro messaggio e i loro obiettivi. Al fine di ottenere pubblicità per la loro causa, le organizzazioni terroristiche ricorrono ad atti di violenza e aggressione che colpiscono deliberatamente i civili. Questo metodo si è dimostrato efficace nell'attirare attenzione:
Non si può negare che, sebbene il terrorismo si sia rivelato notevolmente inefficace come arma principale per abbattere i governi e conquistare il potere politico, è stato un mezzo straordinariamente efficace per pubblicizzare una causa politica e inoltrare la minaccia terroristica ad un pubblico più ampio, in particolare modo nei paesi pluralisti dell'Occidente. Quando si dice "terrorismo" in una società democratica, si dice anche "media".
Dato che un'organizzazione di mass media non può sostenere gli obiettivi delle organizzazioni terroristiche, è compito loro segnalare eventi e problemi attuali. In quest’ambiente estremamente competitivo, quando si verifica un attacco terroristico, tra media ci si combatte per l’esclusività dell'evento stesso, aiutando in tal modo a promuovere il messaggio delle organizzazioni terroristiche:
Per riassumere brevemente la natura simbiotica della relazione tra terroristi e media, la recente storia del terrorismo in molti paesi democratici dimostra chiaramente che i terroristi prosperano sull'ossigeno della pubblicità, ed è sciocco negarlo. Ciò non significa che i media democratici affermati condividano i valori dei terroristi. Dimostra, tuttavia, che i media liberi in una società aperta sono particolarmente vulnerabili allo sfruttamento e alla manipolazione da parte di organizzazioni terroristiche spietate.
Un esempio degno di nota della relazione tra gruppi terroristici e media è stato il rilascio di Osama bin Laden audio and video recordings. Questi nastri sono stati inviati direttamente alle principali reti televisive arabe, tra cui Al-Jazeera.

I media possono anche essere spesso fonte di malcontento per i gruppi terroristici. Irene Kahn dice,
Nuovi semi di discordia sociale e insicurezza stanno spuntando tra cittadini e non. Il razzismo e la xenofobia sono latenti in tutte le società, ma in alcuni paesi europei appaiono sfacciatamente nello sfruttamento delle paure e dei pregiudizi delle persone, da parte di alcuni politici, per guadagni elettorali a breve termine. Alcuni aspetti dei media hanno giocato un ruolo chiave in questa strategia, disumanizzando e demonizzando i cittadini di origine straniera, i rifugiati e i richiedenti asilo. Sono indicati come fonte di pericolo e diventano un facile bersaglio per incitamento all'odio e violenza, coloro che hanno più bisogno di protezione dei propri diritti sono diventati quelli maggiormente a rischio di attacchi.
La maggior parte dei gruppi terroristici usa i social media come mezzo per aggirare i media tradizionali e diffondere la loro propaganda.

## Sorveglianza dei Media
La teoria della sorveglianza di Michel Foucault, panopticismo, descrive una rete di potere, in cui tutte le parti sono paralizzate dalle azioni degli altri. Questo modello può essere trasposto sulla rete di potere di cui consumatori e media fanno parte, in tale rete entrambe le parti hanno fissato gli sguardi l'uno sull'altro. I consumatori trasfigurano i loro sguardi sui racconti prodotti dai media, mentre i bisogni dei consumatori che in questo caso cambiano regolarmente, diventano lo sguardo dei produttori. I produttori o i media sono in concorrenza tra loro per fornire ai propri seguaci le informazioni più aggiornate. Questa rete di sguardi fissi è sia" privilegiata che imperativa "affinché il sistema soddisfi lo status quo. Questa rete è particolarmente imperativa quando si verificano eventi importanti nel mondo, che di solito è il caso del terrorismo. I consumatori guardano ai media per procurarsi notizie sul terrorismo, e se credono che sia una minaccia per la loro sicurezza, vogliono essere ben informati. A loro volta i media soddisfano le esigenze dei loro spettatori e ritengono il terrorismo una minaccia a causa del ciclo che questa sorveglianza genera. Mentre il terrorismo prospera come un discorso prominente di paura, i consumatori vogliono informazioni sempre più velocemente perché sentono che la loro sicurezza è in pericolo. L'idea della sorveglianza totale, come prescritto da Foucault, diventa un ciclo in cui l'interruzione del potere provoca un giudizio da parte dei vari componenti di questo sistema. Se i media non sono costantemente alla ricerca di storie che soddisfino le esigenze dei consumatori, vengono giudicati. Oltre all'aspetto della sorveglianza della diffusione di notizie, vi è la nozione secondo cui i "bisogni" guidano la rete di potere: sia i media che i consumatori hanno bisogni che vengono soddisfatti trasmettendo le notizie. È questa l’idea espressa nella teoria degli usi e delle gratificazioni, essa stabilisce che sia il pubblico attivo sia il terrorista "cercano di soddisfare i loro vari bisogni" attraverso la trasmissione dei media. Nonostante i media stessi sappiano che le storie che mostrano hanno effetti sbalorditivi sulla prospettiva politica e sociologica della società, l'impeto sui guadagni economici è di maggiore importanza per loro.

## Uso dei social media
In uno studio, Gabriel Weimann dell'Università di Haifa, ha rivelato che quasi il 90% del terrorismo organizzato su Internet avviene attraverso i social media. Secondo Weimann, i gruppi terroristici utilizzano piattaforme di social media come Twitter, Facebook, YouTube e forum su Internet per diffondere i loro messaggi, reclutare membri e raccogliere informazioni.

I gruppi terroristici si rivolgono ai social media perché risultano economici e accessibili, facilitando una rapida e ampia diffusione dei messaggi e consentendo una comunicazione senza ostacoli con un pubblico senza il filtro o la "selettività" delle notizie mainstream. Inoltre, le piattaforme di social media consentono ai gruppi terroristici di interagire con le loro reti, mentre infatti in precedenza venivano rilasciati messaggi tramite intermediari, le piattaforme di social media consentono ora di comunicare direttamente al pubblico e di conversare con quest’ultimo in tempo reale: Weimann menziona anche in "Teatro del Terrore", che i terroristi usano il media per promuovere la natura teatrale del terrore premeditato.
HSMPress sta utilizzando Twitter come gli esperti di social media hanno sempre consigliato, non solo per la trasmissione, ma anche per la conversazione. Passando un po’ di tempo a seguire un account ti rendi conto che hai a che fare con un vero essere umano con idee vere, anche se con idee presuntuose, ipocrite e violente.

### Gruppi terroristici che usano social media
Al-Qaeda è noto come uno dei gruppi terroristici che usa i social media nel modo più esteso. Brian Jenkins, senior advisor della Rand Corporation, ha commentato la presenza dominante di Al-Qaeda sul web:
Mentre quasi tutte le organizzazioni terroristiche hanno siti web, al-Qaeda è il primo a sfruttare pienamente Internet. Questo riflette le caratteristiche uniche di al-Qaeda. Si considera un movimento globale e quindi dipende da una rete di comunicazione globale per raggiungere i suoi componenti. Organizza la sua missione non semplicemente creando il terrore tra i suoi nemici ma risvegliando la comunità musulmana, i suoi leader infatti considerano le comunicazioni come il 90 percento della lotta. Nonostante i rischi imposti da intense caccia all'uomo, i principali capi comunicano regolarmente con messaggi video e audio, che sono pubblicati sui suoi siti Web e diffusi su Internet. Il numero di siti web dedicati al movimento ispirato ad al-Qaeda è cresciuto da una manciata a migliaia, anche se molti di questi sono effimeri.
Secondo Rob Wainwright, autore di "Combattere il crimine e il terrorismo nell'era della tecnologia", affinché l’ISIS diffondesse il suo messaggio, sono stati utilizzati più di cento siti. questo dimostra quanto i social media siano utilizzati dai gruppi terroristici. Un altro noto gruppo terroristico: lo Stato Islamico dell'Iraq e il Levante, anche tradotto in ISIS, usa la diffusione delle notizie sui social media a proprio vantaggio rilasciando video minacciosi di decapitazioni. A partire dal 16 novembre 2014, in seguito all’uccisione dell'ex Ranger dell'esercito statunitense Peter Kassig, ci sono state finora cinque esecuzioni registrate di prigionieri catturati in Siria. James Foley, David Cawthorne Haines, Alan Henning e Steven Sotloff sono tra gli uomini rapiti e giustiziati dall'ISIS. I video delle brutali decapitazioni sono entrambi stati pubblicati online, dove possono essere visualizzati da chiunque e liberamente inviati ai funzionari governativi come minacce. Pubblicare le esecuzioni online consente ai gruppi terroristici di manipolare e causare scompiglio tra la popolazione che li osserva, questi video hanno la capacità di instillare la paura nel mondo occidentale, sono nella maggior parte dei casi video di alta qualità di produzione e generalmente mostrano l'interezza dell'atto raccapricciante, con l'ostaggio che pronuncia alcune parole prima che vengano uccisi in diretta.
Nel caso dell'aiuto umanitario degli Stati Uniti, Peter Kassig, il suo video non ha mostrato l'atto della decapitazione e non ha pronunciato parole finali prima dell'esecuzione, Il suo silenzio e il fatto che l'esecuzione effettiva non fosse stata inclusa ha sollevato domande riguardanti la diversità del suo video rispetto agli altri. In risposta alla decapitazione di Kassig, la sua famiglia ha espresso il desiderio che i media non facessero ciò che i terroristi vogliono, evitando di pubblicare o distribuire il video. Rifiutando la circolazione del materiale si perde infatti la capacità di manipolare gli americani o favorire la causa del gruppo terroristico.
Oltre ai video di decapitazione, l’ISIS ha rilasciato video dei propri membri che li ritraevano in comportamenti non violenti. Ad esempio, Imran Awan ha descritto uno di questi atti nel suo articolo "Cyber-Estremismo: Isis e il Potere dei Social Media" in cui venivano mostrati membri dello Stato Islamico aiutare le persone e visitare ospedali. Questi video hanno conferito carattere umanistico ai membri del gruppo terrorista, contraddicendo l’opinione comune riguardo ai gruppi terroristici.
Edgar Jones ha menzionato nel suo articolo: "The Reception of Broadcast Terrorism: Recruitment and Radicalisation", che l'ISIS avrebbe utilizzato documentari e persino una propria rivista, Dabiq, per reclutare nuovi membri e diffondere il proprio messaggio al pubblico., questo illustra solo un paio dei vari mezzi utilizzati dall’ISIS.
Secondo Wainwright, i social media vengono sfruttati dall'ISIS e da altri gruppi terroristici per reclutare stranieri per unirsi alla causa terroristica e, in alcuni casi, queste nuove reclute vengono rimandate nel loro paese d'origine per effettuare attentati. Altri che non possono fisicamente unirsi alla causa terroristica sono noti per compiere atti criminali nei loro paesi a causa della propaganda a cui sono esposti online., ciò dimostra come l’ISIS possa fare il lavaggio del cervello alle persone.
I talebani sono stati attivi su Twitter da maggio 2011 raggiungendo più di 7.000 seguaci, twittando sotto l’handle @alemarahweb frequente, in alcuni giorni quasi ogni ora. Questo account è attualmente sospeso.
Nel dicembre 2011 è stato scoperto che la cellula terroristica somala, con sede in Somalia, Al-Shabab utilizzava un account Twitter sotto il nome @HSMPress. Dall'apertura il 7 dicembre 2011, l'account ha accumulato decine di migliaia di follower anch’essa twittando di frequente.
Poco dopo una serie di attentati natalizi coordinati a Kono, in Nigeria, nel 2011, il gruppo terroristico nigeriano Boko Haram rilasciò un video difendendo le proprie azioni su YouTube.
Boko Haram ha anche usato Twitter per esprimere la propria opinione. Alcuni esempi mostrati in Innocen Chiluwa e nell'articolo di Adetunji Adegoke "Twittering the Boko Haram Uprising in Nigeria: Investigating Pragmatic Acts in the Social Media" sono inclusi qui:
Twt51. @Boko_Haran. Quanti jet ha il presidente? Quanti posti di lavoro avrebbero creato? Boko Haram in soccorso (#wherewedarethread)
Twt52. @Boko_Haran. Il governo è il terrorista. Quando hai avuto la luce per 24 ore? Boko Haram sono i combattenti per la libertà.
Ciò dimostra come i gruppi terroristici utilizzano i social media per sfruttare i propri interessi.
AQAP e Stato Islamico (ISIS/ISIL/DAESH)
Lo Stato islamico è emerso come uno degli utenti più potenti dei social media. Sotto molti aspetti esso ha appreso come fare di propaganda da al Qaeda sulla penisola arabica (AQAP), tuttavia l’ISIS ha rapidamente eclissato il suo mentore distribuendo tutta una serie di narrative, immagini e proselitismo politico, attraverso varie piattaforme di social. Uno studio di Berger e Morgan ha stimato che almeno 46.000 account Twitter sono stati utilizzati dai sostenitori dell'ISIS tra settembre e dicembre 2014. Tuttavia, poiché questi sostenitori vengono regolarmente sospesi essi creano facilmente nuovi account duplicati, il conteggio degli account Twitter dell'ISIS in alcuni mesi può sovrastimare il numero di persone rappresentate dal 20-30%. .
Nonostante ciò, come dimostrano gli attacchi del novembre 2015 a Parigi, l’ISIS usa anche metodi di comunicazione e propaganda antiquati, Lewis nota infatti che questi attacchi rappresentano il tipo di "propaganda in azione", un metodo sviluppato dagli anarchici del XIX secolo in Europa. Gli attacchi ISIS del Novembre 2015 sono stati perpetrati senza preavviso, soprattutto perché gli operatori si sono incontrati faccia a faccia e hanno utilizzato altri mezzi di comunicazione non digitali.

## Tentativi di ostacolare l'uso dei social media da parte di gruppi terroristici
Alcuni funzionari del governo degli Stati Uniti hanno esortato le società di social media a smettere di ospitare contenuti da gruppi terroristici, Joe Lieberman è stato particolarmente esplicito nel chiedere che le aziende di social media non permettessero ai gruppi terroristici di usare i loro strumenti [27]. Nel 2008, Lieberman e il Comitato del Senato degli Stati Uniti per la sicurezza interna e gli affari governativi hanno pubblicato un rapporto intitolato "Estremismo islamista violento, Internet e la minaccia terroristica nazionale". Il rapporto afferma che Internet è uno dei "motori principali" della minaccia terroristica agli Stati Uniti.
In risposta alla notizia che Al-Shabab stava usando Twitter, i funzionari degli Stati Uniti hanno chiesto alla compagnia di chiudere l'account, i dirigenti di Twitter non hanno rispettato queste richieste e hanno rifiutato di commentare il caso.

Nel gennaio 2012, Twitter ha annunciato modifiche alla loro politica di censura, affermando che ora avrebbero bloccato i tweet in alcuni paesi quando quest’ultimi rischiavano di violare le leggi locali, il motivo dietro tale mossa è stato dichiarato sul loro sito web come segue:
Mentre continuiamo a crescere a livello internazionale, entreremo in paesi che hanno idee diverse sui contorni della libertà di espressione, alcuni differiscono così tanto dalle nostre idee che non saremo in grado di esistere lì. Altri sono simili ma, per ragioni storiche o culturali, limitano determinati tipi di contenuti, come Francia o Germania, che vietano i contenuti pro-nazisti. Finora, l'unico modo per tenere conto dei limiti di quei paesi era rimuovere i contenuti globalmente, a partire da oggi ci concediamo la possibilità di bloccare in modo reattivo i contenuti degli utenti in un determinato paese, pur mantenendolo disponibile nel resto del mondo. Abbiamo anche creato un modo per comunicare in modo trasparente agli utenti quando i contenuti vengono censurati e perché.
Questa posizione ha attirato critiche da molti utenti di Twitter affermando che tale mossa rappresenta un affronto alla libertà di espressione. Molti utenti hanno minacciato di smettere di twittare se la politica non fosse stata annullata, tra cui l'artista e attivista cinese Ai Weiwei.
Nel dicembre 2010, in risposta alle crescenti richieste da parte di YouTube di estrarre contenuti video di gruppi terroristici dai suoi server, la società ha aggiunto una nuova opzione "promuove il terrorismo" sotto la categoria "contenuto violento o ripugnante" che gli spettatori possono selezionare per "contrassegnare" il contenuto offensivo. Limitando l'accesso dei terroristi ai social network tradizionali, censurando la copertura giornalistica degli atti terroristici e dei loro perpetratori e riducendo al minimo la possibilità di manipolare i mass media, l'impatto della paura di massa che viene solitamente creato diminuirà.

### Efficacia della sospensione
I governi occidentali hanno attivamente cercato di sorvegliare e censurare i siti di social media ISIS. Come spiega Jeff Lewis: con la stessa rapidità con cui i gestori di piattaforma chiudono i conti, l’ISIS e i suoi sostenitori creano continuamente nuovi ID usandoli poi per tornare nuovamente attivi e pronti nei siti di propaganda. Un caso di studio su un account di al Shabaab e un George Washington University white paper hanno scoperto che tornare attivi difficilmente permette di tornare ad avere l'alto numero di follower posseduti in origine. Tuttavia questo quadro è complicato in quanto un articolo pubblicato nel maggio del Journal of Terrorism Research ha rivelato che i profili riattivati acquisiscono una media di 43,8 follower al giorno, mentre i regolari profili jihadisti raggiungono in media solo 8,37 follower al giorno.

### Discorso libero e terrorismo
Il rappresentante degli Stati Uniti Ted Poe, R-Texas, ha affermato che la Costituzione degli Stati Uniti non si applica ai terroristi e che hanno rinunciato ai loro diritti alla libertà di parola. Ha citato una sentenza della Corte Suprema secondo cui chiunque fornisce "sostegno materiale" a un'organizzazione terroristica è colpevole di un crimine, anche se tale sostegno riguarda solo l'associazione e il dialogo. Ha anche citato il discorso terroristico al pari di pedopornografia, in quanto dannoso.

## Sottocomitato sicurezza interna
Il 6 dicembre 2011 la sottocommissione per l'anti-terrorismo e l'intelligence della Commissione USA per la sicurezza interna ha tenuto un'audizione dal titolo "Uso jihadista dei social media - Come prevenire il terrorismo e preservare l'innovazione".
All'udienza, i membri hanno ascoltato testimonianze di William McCants, analista del Centro di analisi navale, Aaron Weisburd, direttore della Society for Internet Research, Brian Jenkins, consulente senior della Rand Corporation e Evan Kohlmann, partner senior di Flashpoint Global Partners

McCants ha affermato che mentre i gruppi terroristici utilizzavano attivamente piattaforme di social media per promuovere i loro obiettivi, la ricerca non supportava l'idea che le strategie applicate dai social media risultassero efficaci:
Stiamo parlando di un numero relativamente piccolo di persone, dato il così basso numero è difficile dire perché alcuni diventino sostenitori attivi di Al-Qaeda e altri no. Ciò che possiamo dire è che la stragrande maggioranza delle persone che guardano e leggono la propaganda di Al-Qaeda non agiranno mai violentemente a causa di ciò. Messo metaforicamente, il materiale può essere incendiario ma quasi tutti sono a prova di fuoco. Dal momento che è così, è meglio spendere le nostre risorse per spegnere gli incendi ed emettere avvertenze sui pericoli del fuoco piuttosto che cercare di proteggere tutti dagli incendi o rimuovere il materiale incendiario.
McCants ha aggiunto che non credeva che chiudere gli account degli utenti online sarebbe stato efficace nell'arrestare la radicalizzazione e ha affermato che la chiusura degli account online potrebbe persino svantaggiare la sicurezza e le forze di intelligence statunitensi:
Non presto molta attenzione nel chiudere gli account degli utenti online che non violano le nostre leggi, così come non presto molta attenzione nell'intervenire con programmi di sensibilizzazione ben intenzionati o rimuovendo la propaganda. Ci sono troppi aspetti negativi di questi approcci, sono inutili. L'FBI e le forze dell'ordine locali negli Stati Uniti hanno fatto un ottimo lavoro nel trovare i sostenitori di Al-Qaeda online e arrestarli prima che facciano del male a qualcuno. Sono diventati bravi a seguire le tracce di fumo e spegnere gli incendi.
McCants ha sottolineato che non sono state condotte sufficienti ricerche su questo argomento e che sarebbe disposto a cambiare la sua opinione sulla questione se ci fossero prove empiriche che dimostrino che i social media hanno un ruolo importante nella radicalizzazione della gioventù.

Weisburd ha dichiarato che qualsiasi organizzazione che ha avuto un ruolo nella produzione e nella distribuzione di media per organizzazioni terroristiche stava in realtà appoggiando il terrorismo:
Direi che anche un fornitore di servizi che assiste consapevolmente nella distribuzione di media terroristici è colpevole. Anche se non è nell'interesse di nessuno perseguire i fornitori di servizi Internet, è necessario rendersi conto che non possono chiudere un occhio sull'uso dei loro servizi da parte di organizzazioni terroristiche, né possono continuare a rifiutarsi di identificare e rimuovere i profili terroristici tra i privati cittadini.
Weisburd ha sostenuto che i social media conferiscono un'aura di legittimità ai contenuti prodotti dalle organizzazioni terroristiche offrendogli l'opportunità di marchiare il loro contenuto: "Il branding nei media terroristici è un segno di autenticità, e questi sono quindi prontamente identificabili come tali a causa di tale presenza.” Ha concluso che l'obiettivo dell'intelligence e delle forze di sicurezza non dovrebbe essere quello di portare tutti i mezzi di informazione terroristici offline, ma piuttosto di privare i gruppi terroristici del potere di branding dei social media.

Jenkins ha dichiarato che i rischi associati alla campagna online di al Qaeda non giustificano un tentativo di imporre controlli sui distributori di contenuti. Qualsiasi tentativo di controllo sarebbe costoso e priverebbe i funzionari dell'intelligence di una preziosa fonte di informazioni. Jenkins ha anche affermato che non ci sono prove che i tentativi di controllare i contenuti online sarebbero possibili:
Persino la Cina, che ha dedicato immense risorse al controllo delle reti di social media con molte meno preoccupazioni sulla libertà di parola, non è stata in grado di bloccare i micro blog che prosperano sul web. Di fronte alla chiusura di un sito, i comunicatori jihadisti cambiano semplicemente nomi e si spostano in un altro, trascinando le autorità in un frustrante gioco di Whac-A-Mole e privandoli di risorse mentre cercano il nuovo sito. È questo, allora, il modo migliore per affrontare il problema?"
Kohlmann ha dichiarato che i funzionari del governo USA devono adoperarsi per fare pressione sui gruppi di social media come YouTube, Facebook e Twitter per rimuovere i contenuti prodotti dai gruppi terroristici:
Sfortunatamente, l'attuale legge degli Stati Uniti offre pochi incentivi a società come YouTube per il volontariato di informazioni su attività illecite o persino per collaborare su richiesta delle forze dell'ordine degli Stati Uniti. Se ci si deve fidare di tali imprese per autodeterminare i propri impegni professi per combattere i discorsi di incitamento all'odio, allora devono essere tenuti a uno standard pubblico che rifletta l'importanza di questa responsabilità non secondaria.